# 丹尼·葉夫曼
丹尼·葉夫曼（英語：Danny Elfman，1953年5月29日—），全名丹尼爾·羅伯特·葉夫曼，美國音樂家、作曲家、電影配樂家。早年以玩樂團起家，曾組Oingo Boingo樂團，直到1995年解散。他和摯友、導演提姆·波頓是長年合作夥伴，電影配樂作品包括《巧克力冒險工廠》、《魔境夢遊》、《瞞天大佈局》等。葉夫曼多次獲得奧斯卡金像獎提名；1989年，他以提姆·波頓的《蝙蝠俠》奪下葛萊美獎，後再以《慾望師奶》電視劇系列獲艾美獎肯定。另外，葉夫曼也製作《辛普森家庭》的主題曲，以及為《聖誕夜驚魂》中的骷髏傑克、《地獄新娘》的Bonejangles一角獻聲配音。葉夫曼也曾為香港迪士尼樂園的迷離大宅配樂。

## 配樂作品

### 電影配樂
依年代排序分別為：

#### 1970年代
- 1977年：《未曾許諾的玫瑰花園（英语：I Never Promised You a Rose Garden (film)）》、《Hot Tomorrows（英语：Hot Tomorrows）》

#### 1980年代
- 1981年：《音樂戰爭（英语：Urgh! A Music War）》
- 1982年：《Forbidden Zone（英语：Forbidden Zone）》
- 1984年：《Good Morning, Mr. Orwell（英语：Good Morning, Mr. Orwell）》
- 1985年：《皮威歷險記（英语：Pee-wee's Big Adventure）》
- 1986年：《大兒子小爸爸（英语：Back to School）》、《我倆一條命（英语：Wisdom(film)）》
- 1987年：《夏日補習班（英语：Summer School(1987 film)）》
- 1988年：《陰間大法師》、《午夜狂奔》、《超級小個子（英语：Big Top Pee-wee）》、《靈馬神驅（英语：Hot to Trot）》、《回到過去（英语：Scrooged）》
- 1989年：《蝙蝠俠》

#### 1990年代
- 1990年：《夜行駭傳（英语：Nightbreed）》、《狄克·崔西》、《魔俠震天雷》、《剪刀手愛德華》
- 1992年：《杏林戰場（英语：Article 99）》、《蝙蝠俠大顯神威》
- 1993年：《男兒本色》、《魔誡英豪》、《聖誕夜驚魂》
- 1994年：《神駒黑美人（英语：Black Beauty (1994 film)）》
- 1995年：《熱淚傷痕（英语：Dolores Claiborne (film)）》、《絕命戰場（英语：Dead Presidents）》、《不惜一切》
- 1996年：《不可能的任務》、《神通鬼大》、《極速驚魂（英语：Freeway (1996 film)）》、《非常手段（英语：Extreme Measures）》、《星戰毀滅者》
- 1997年：《MIB星際戰警》、《飛天法寶》、《心靈捕手》
- 1998年：《絕地計劃》、《法網邊緣（英语：A Civil Action (film)）》
- 1999年：《本能反應（英语：Instinct (film)）》、《管到太平洋（英语：Anywhere but Here (film)）》、《斷頭谷》

#### 2000年代
- 2000年：《千驚萬險（英语：Proof of Life）》、《靈異大逆轉》、《扭轉奇蹟》
- 2001年：《決戰猩球》
- 2002年：《蜘蛛人》、《MIB星際戰警2》、《紅龍》、《芝加哥》
- 2003年：《綠巨人浩克》、《大智若魚》
- 2004年：《蜘蛛人2》
- 2005年：《巧克力冒險工廠》、《地獄新娘》
- 2006年：《深海大進擊（英语：Deep Sea 3D）》、《衰腳神父》、《夏綠蒂的網》
- 2007年：《未來小子》、《反恐戰場》
- 2008年：《標準流程（英语：Standard Operating Procedure (film)）》、《刺客聯盟》、《地獄怪客2：金甲軍團》、《自由大道》
- 2009年：《東岸饒舌傳奇：聲名狼籍先生（英语：Notorious）》、《魔鬼終結者：未來救贖》、《9：末世決戰》、《胡士托風波》

#### 2010年代
- 2010年：《狼嚎再起》、《魔境夢遊》、《關鍵救援72小時》
- 2011年：《最後一次初戀（英语：Restless (2011 film)）》、《鋼鐵擂台》
- 2012年：《黑影家族》、《科學怪犬》、《MIB星際戰警3》、《派特的幸福劇本》、《驚悚大師：希區考克》、《心靈勇氣》
- 2013年：《奧茲大帝》、《森林戰士》、《瞞天大佈局》
- 2014年：《皮巴弟先生與薛曼的時光冒險》、《非真實告白（英语：The Unknown Known）》、《大眼睛》
- 2015年：《寂寞公路（英语：The End of the Tour）》、《格雷的五十道陰影》、《復仇者聯盟2：奧創紀元》、《怪物遊戲》
- 2016年：《魔境夢遊：時光怪客》、《鬼撕眠》、《列車上的女孩》
- 2017年：《鬱金香狂潮（英语：Tulip Fever）》、《格雷的五十道陰影：束縛》、《當我們崛起時》、《直播風暴》、《正義聯盟》
- 2018年：《格雷的五十道陰影：自由》
- 2019年：《Dumbo（英语：Dumbo (2019 film)）》
- 2022年:  《奇異博士2：失控多重宇宙》

### 電視/卡通影集配樂
依年代排序分別為：

### 短片配樂
依年代排序分別為：

## 獎項

### 奧斯卡金像獎
| 年代 | 片名            | 奖项     | 结果 |
| ---- | --------------- | -------- | ---- |
| 1997 | 《心靈捕手》    | 原创配乐 | 提名 |
| 1997 | 《MIB星際戰警》 | 原创配乐 | 提名 |
| 2003 | 《大智若魚》    | 原创配乐 | 提名 |
| 2008 | 《自由大道》    | 原创配乐 | 提名 |

### 安妮奖
| 年代 | 片名            | 奖项             | 结果 |
| ---- | --------------- | ---------------- | ---- |
| 2007 | 《未來小子》    | 动画长片配乐     | 提名 |
| 2009 | 《9：末世決戰》 | 最佳動畫視覺效果 | 提名 |

### BMI Film & Television Awards
| 年代 | 片名               | 奖项          | 结果 |
| ---- | ------------------ | ------------- | ---- |
| 1987 | 《Back to School》 | BMI電影音樂獎 | 獲獎 |
| 1988 | 《陰間大法師》     | BMI電影音樂獎 | 獲獎 |
| 1988 | 《Scrooged》       | BMI電影音樂獎 | 獲獎 |
| 1989 | 《蝙蝠俠》         | BMI電影音樂獎 | 獲獎 |
| 1990 | 《狄克·崔西》      | BMI電影音樂獎 | 獲獎 |
| 1992 | 《蝙蝠俠大顯神威》 | BMI電影音樂獎 | 獲獎 |
| 1996 | 《辛普森家庭》     | BMI電視音樂獎 | 提名 |
| 1997 | 《不可能的任務》   | BMI電影音樂獎 | 獲獎 |
| 1997 | 《心靈捕手》       | BMI電影音樂獎 | 獲獎 |
| 1997 | 《非常手段》       | BMI電影音樂獎 | 獲獎 |
| 1997 | 《MIB星際戰警》    | BMI電影音樂獎 | 獲獎 |
| 1997 | 《辛普森家庭》     | BMI電視音樂獎 | 獲獎 |
| 1999 | 《斷頭谷》         | BMI電影音樂獎 | 獲獎 |
| 2000 | 《扭轉奇蹟》       | BMI電影音樂獎 | 獲獎 |
| 2002 | Danny Elfman       | 傑出成就獎    | 獲獎 |
| 2002 | 《決戰猩球》       | BMI電影音樂獎 | 獲獎 |
| 2002 | 《芝加哥》         | BMI電影音樂獎 | 獲獎 |
| 2002 | 《MIB星際戰警2》   | BMI電影音樂獎 | 獲獎 |
| 2002 | 《蜘蛛人》         | BMI電影音樂獎 | 獲獎 |
| 2002 | 《辛普森家庭》     | BMI電視音樂獎 | 獲獎 |
| 2003 | 《綠巨人浩克》     | BMI電影音樂獎 | 獲獎 |
| 2004 | 《蜘蛛人2》        | BMI電影音樂獎 | 獲獎 |
| 2004 | 《慾望師奶》       | BMI電視音樂獎 | 獲獎 |
| 2006 | 《巧克力冒險工廠》 | BMI電影音樂獎 | 獲獎 |
| 2006 | 《慾望師奶》       | BMI電視音樂獎 | 獲獎 |
| 2007 | 《夏綠蒂的網》     | BMI電影音樂獎 | 獲獎 |
| 2007 | 《衰腳神父》       | BMI電影音樂獎 | 獲獎 |
| 2007 | 《未來小子》       | BMI電影音樂獎 | 獲獎 |
| 2007 | 《慾望師奶》       | BMI電視音樂獎 | 獲獎 |
| 2008 | 《慾望師奶》       | BMI電視音樂獎 | 獲獎 |

### 英国电影学院奖
| 年代 | 片名         | 奖项                       | 结果 |
| ---- | ------------ | -------------------------- | ---- |
| 2002 | 《芝加哥》   | 英国电影学院奖最佳电影音乐 | 提名 |
| 2010 | 《魔境夢遊》 | 英国电影学院奖最佳电影音乐 | 提名 |

### 廣播影評人協會獎
| 年代 | 片名         | 奖项     | 结果 |
| ---- | ------------ | -------- | ---- |
| 2003 | 《大智若魚》 | 最佳作曲 | 提名 |
| 2008 | 《自由大道》 | 最佳作曲 | 提名 |

### 芝加哥影評人協會獎
| 年代 | 片名               | 奖项         | 结果 |
| ---- | ------------------ | ------------ | ---- |
| 1999 | 《絕地計劃》       | 最佳原創配樂 | 提名 |
| 2003 | 《大智若魚》       | 最佳原創配樂 | 提名 |
| 2005 | 《巧克力冒險工廠》 | 最佳原創配樂 | 提名 |
| 2008 | 《自由大道》       | 最佳原創配樂 | 提名 |

### 艾美奖
| 年代 | 片名           | 奖项           | 结果 |
| ---- | -------------- | -------------- | ---- |
| 1990 | 《辛普森家庭》 | 杰出主题音乐奖 | 提名 |
| 2005 | 《慾望師奶》   | 杰出主题音乐奖 | 獲獎 |

### 金球奖
| 年代 | 片名           | 奖项         | 结果 |
| ---- | -------------- | ------------ | ---- |
| 1993 | 《聖誕夜驚魂》 | 最佳原创配乐 | 提名 |
| 2003 | 《大智若魚》   | 最佳原创配乐 | 提名 |

### 格莱美奖
| 年代 | 片名               | 奖项                     | 结果 |
| ---- | ------------------ | ------------------------ | ---- |
| 1990 | 《蝙蝠俠》主题曲   | 最佳流行器乐演奏         | 获奖 |
| 1990 | 《蝙蝠俠》         | 最佳影视媒体作品配乐专辑 | 提名 |
| 1991 | 《狄克·崔西》      | 最佳影視媒體作品歌曲     | 提名 |
| 1992 | 《剪刀手愛德華》   | 最佳影視媒體作品歌曲     | 提名 |
| 1993 | 《聖誕夜驚魂》     | 最佳兒童音樂專輯         | 提名 |
| 1997 | 《MIB星際戰警》    | 最佳影視媒體作品歌曲     | 提名 |
| 2001 | 《決戰猩球》       | 最佳影視媒體作品配樂專輯 | 提名 |
| 2002 | 《蜘蛛人》         | 最佳影視媒體作品配樂專輯 | 提名 |
| 2003 | 《大智若魚》       | 最佳影視媒體作品配樂專輯 | 提名 |
| 2006 | 《巧克力冒險工廠》 | 最佳影視媒體作品歌曲     | 提名 |
| 2010 | 《自由大道》       | 最佳影視媒體作品配樂專輯 | 提名 |
| 2011 | 《魔境夢遊》       | 最佳影視媒體作品配樂專輯 | 提名 |

## 外部連結
- 丹尼·葉夫曼在互联网电影资料库（IMDb）上的資料（英文）
- 丹尼·葉夫曼在Allmusic上的頁面
- 丹尼·葉夫曼的Discogs页面 （英文）
- 丹尼·葉夫曼在MusicBrainz上的頁面（英文）